# Агафия Владимировна
Агафья Владимировна (1103/1107 — до 1144 ? ) — младшая из трех дочерей Владимира Мономаха от второго брака с некой Евфимией, известной, как "Гюргева мати" (т.е. её брата князя Юрия Долгорукова), возможно, гречанкой.

## Биография
Брак Мономаха с Евфимией состоялся около 1099 г., умерла она в 1107 г. Поскольку Агафья считается их младшей дочерью, а её братья родились до 1103 года то она самый младший ребёнок от этого брака и родилась между 1103 и 1107 годом ближе к последней дате - так как в этом же промежутке могли родиться две её старшие сестры.
Дата и место её рождения неизвестны. Впервые упоминается в 1116 году, когда выдана замуж за князя городенского Всеволода Давыдовича, происхождение которого точно не известно. Под 1 февраля 1142 г. записана смерть её мужа, а под 1144 г. упоминается замужество двух её дочерей. Известно, что брак устраивал великий князь Киевский Всеволод Ольгович, из чего некоторые исследователи делают вывод, что невесты на тот момент уже были сиротами.

## Семья
- Отец: Владимир Всеволодович Мономах (1053—1125)
- Мать: Ефимия, возможно гречанка (ум. 7 мая 1107)
- Супруг: Всеволодко Городенский (ум. 1 февраля 1142)
- Дети:
  - Борис Всеволодович (ок.1121—1169)
  - Глеб Всеволодович (ум. в 1170)
  - Мстислав Всеволодович
  - дочь, замужем с 1144 г. за Владимиром Давыдовичем Черниговским, с 1151 г. — за Башкордом, ханом Половецким
  - Анна (ум. в 1190), замужем  с 1144 г. за Юрием Ярославичем Туровским